# Drużynowe mistrzostwa Polski w boksie 1946/1947
Drużynowe Mistrzostwa Polski w Boksie Mężczyzn 1946/1947.

## Tabela I ligi
GRUPA I
| Lp. | Zespół                 | M  | Pkt | Walki  | Opis         |
| --- | ---------------------- | -- | --- | ------ | ------------ |
| 1   | MKS Gdynia             | 10 | 15  | 102:58 | Mecz o 1m-ce |
| 2   | Warta Poznań           | 10 | 14  | 102:58 |              |
| 3   | Grochów Warszawa       | 10 | 13  | 94:66  |              |
| 4   | Zjednoczenie Bydgoszcz | 10 | 11  | 73:87  |              |
| 5   | IKS Wrocław            | 10 | 4   | 60:100 |              |
| 6   | Wisła Kraków           | 10 | 3   | 49:111 |              |

GRUPA II
| Lp. | Zespół          | M  | Pkt | Walki  | Opis         |
| --- | --------------- | -- | --- | ------ | ------------ |
| 1   | ŁKS Łódź        | 10 | 19  | 132:28 | Mecz o 1m-ce |
| 2   | Batory Chorzów  | 10 | 17  | 114:46 |              |
| 3   | HCP Poznań      | 9  | 10  | 74:70  |              |
| 4   | Lublinianka     | 10 | 8   | 76:84  |              |
| 5   | CKS Częstochowa | 10 | 4   | 45:113 |              |
| 6   | OMTUR Rzeszów   | 9  | 0   | 21:121 |              |

- Brak wyniku meczu HCP Poznań - OMTUR Rzeszów.

Finał (dwumecz)
| Lp. | Zespół     | M | Pkt | Walki | Opis   |
| --- | ---------- | - | --- | ----- | ------ |
| 1   | ŁKS Łódź   | 2 | 2   | 18–14 | złoto  |
| 2   | MKS Gdynia | 2 | 2   | 14–18 | srebro |

- Zgodnie z par. 82 i par. 95 Reg. Sport. PZB Wydział Sportowt PZB przyznał tytuł drużynowego mistrza Polski w boksie na rok 1946/47 - Łódzkiemu Klubowi Sportowemu z Łodzi.